# Xyris liesneri
Xyris liesneri är en gräsväxtart som beskrevs av Robert Kral. Xyris liesneri ingår i släktet Xyris och familjen Xyridaceae. Inga underarter finns listade i Catalogue of Life.